# Floriš Kühar
Floriš Ferenc Kühar (madžarsko Kühár Flóris Ferenc) slovenskega rodu, madžarski verski zgodovinar, benediktinski menih, visokošolski učitelj. Odlično je madžarsko pisal, ampak ima nekaj del v svojem slovenskem maternem jeziku (v prekmurščini), *5. julij 1893, Prosenjakovci, †26. november 1943, Budimpešta.
Rodil se je kot Ferenc Kühar v kmečki družini, na Goričkem v Slovenski krajini (danes Prekmurje in Porabje). Oče mu je bil st. Ferenc Kühar, mati pa je bila Katarina Sabotin. V očetovi veji ima evangeličanske prednike. V Kančevcih je hodil osnovno šolo, v Kisegu in Gjuru končal pa srednjo šolo. Naprej je v Pannonhalmi študiral, 6. avgusta 1909 vstopil v benediktinski red, tudi v tistem letu maturiral. Med 1912 and 1917 je študiral v Innsbrucku, posvetili so ga za duhovnika 29. junija 1916. 11. junija 1917 je doktoriral iz filozofije in teologije.
Med 1917 in 1922 je župnikoval v Celldömölku in vodil tamkajšnjo meščansko dekliško šolo. Mnogo študentov je pomagal študirati. 1918 je napisal zgodovino romarskega mesta v Celldömölku. 1919 madžarski komunisti so ga trikrat internali, ampak njegovi verniki so ga vsekdar osvobodili. 1921 je želel ustvariti kultursko društvo v Celldömölku, ampak ni imel sreče. Do leta 1929 je bil visokošolski učitelj v Pannonhalmi. Tedaj se je ukvarjal z dušeslovjem, s filozofijo in z versko zgodovino, pa pisal knjige v tistih temah. On je ustvarjal revijo Pannonhalmi Szemle 1926. Dve leti je delal v Rimu, na visoki šoli Sv. Anzelm je učil dogmatiko in sakramentologijo. Od 1931 do 1935 zopet je v Pannonhalmi učil, pa pisal verskozgodovinska dela. V Budimpešti v teološki akademiji je bil naslovni univerzitetni učitelj. Ob koncu njegovega življenja se je ukvarjal z madžarsko liturgijsko zgodovino. Med 1940 in 1943 je bil urednik revije Katolikus Szemle. Podpiral je zidanja novih cerkev v madžarski nižini in ustvaril Društvo Deklic pri Benediktincih.
Umrl je zaradi možganske krvavitve, pokopali so ga v Tiszaújfaluju.
Floriš Kühar se je imel za Madžara, nekaj del ima v prekmurščini. Nasprotoval je priključitev Slovenske krajine in narodna gibanja.